# Basarab I

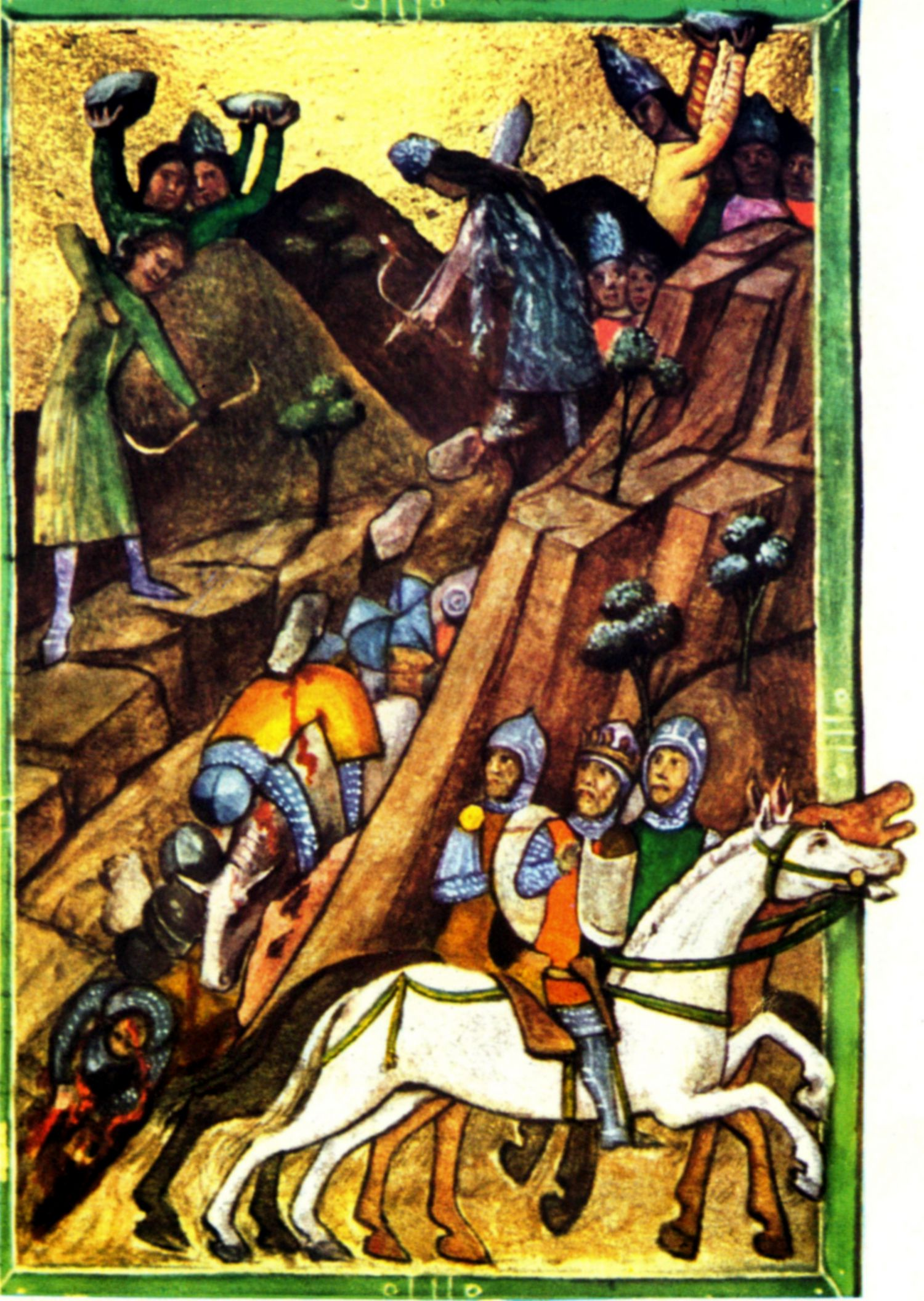
Bitwa pod Posadą

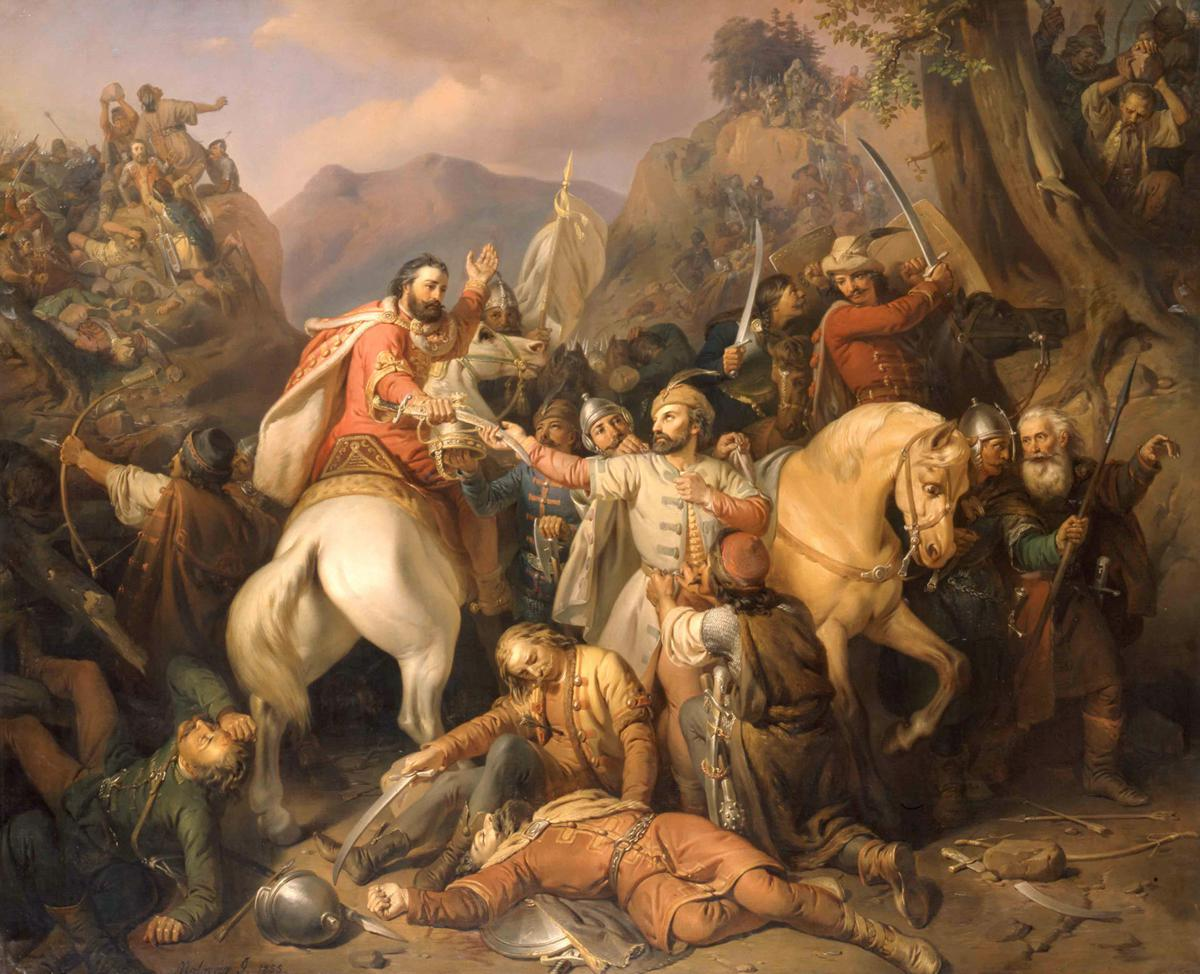
Karol Robert ucieka spod Posady

Basarab I Założyciel (zm. 1352, rum. Basarab I. Întemeietorul) – wojewoda wołoski w latach ok. 1310–1325, pierwszy hospodar wołoski do 1352 r. Uznawany za założyciela państwa wołoskiego oraz protoplastę dynastii Basarabów.
Jego imię pochodzi prawdopodobnie z języka kumańskiego i oznacza „Król Ojciec” (basar znaczy „rządzić”, a aba „ojciec”). Pod koniec XIX wieku rumuński filolog Bogdan Petriceicu Hasdeu zasugerował pochodzenie imienia od słowa ban („władca”) i dackiego saraba („głowa”), lecz obecnie ta etymologia nie jest traktowana poważnie.
Ojciec Basaraba, Tihomer (Togomer), był prawdopodobnie pierwszym wojewodą zarządzającym Wołoszczyzną. Początkowo Basarab był wasalem Królestwa Węgier, lecz ok. 1325 zbuntował się przeciw królowi węgierskiemu. W węgierskim dokumencie sporządzonym przez Karola Roberta (datowany na 26 lipca 1324) jest nazywany „naszym transgórskim wojewodą”, natomiast prawie rok później w dokumencie z 18 czerwca 1325 jest nazywany „transgórskim Bazarabem, niewiernym wobec świętej królewskiej korony”. Być może powodem zmiany nastawienia był wzrost potęgi Basaraba, który rozszerzał granice swego władztwa, sięgając daleko na wschód po zwycięstwach nad Tatarami (Muntenia). W 1330 Karol Robert uderzył na osłabionego porażką w starciu z Bułgarami Basaraba i spustoszył jego stolicę Curtea de Argeș, jednak został zmuszony do odwrotu i w jego trakcie pokonany w listopadzie w bitwie pod Posadą (sam król ledwie uszedł z życiem z pogromu). Bitwa ta potwierdziła niepodległość Wołoszczyzny, a w historiografii rumuńskiej urosła do rangi symbolu.
Po śmierci Karola Roberta Basarab nawiązał ponownie cieplejsze stosunki z Węgrami, uznając nawet zwierzchnictwo króla Ludwika Węgierskiego w 1344. Efektem tego układu było uznanie granic księstwa oraz uzyskanie wsparcia wobec nieustającego zagrożenia tatarskiego.
Synem i następcą Basaraba I był Mikołaj Aleksander.

## Literatura
- J. Demel: Historia Rumunii. Wrocław – Warszawa – Kraków: Zakład Narodowy im. Ossolińskich – Wydawnictwo, 1970, s. 97.
- J. Rajman: Encyklopedia średniowiecza. Kraków: Wydawnictwo Zielona Sowa, 2006, s. 97-98. ISBN 83-7435-263-9.